# Terrence Wilcutt
Terrence Wade Wilcutt (Russellville, 31 oktober 1949) is een voormalig Amerikaans ruimtevaarder. Wilcutt zijn eerste ruimtevlucht was STS-68 met de spaceshuttle Endeavour en vond plaats op 30 september 1994. Tijdens de missie werd onderzoek gedaan met de Space Radar Laboratory 2.
Wilcutt maakte deel uit van NASA Astronaut Group 13. Deze groep van 23 astronauten begon hun training in januari 1990 en werden in juli 1991 astronaut. In totaal heeft Wilcutt vier ruimtevluchten op zijn naam staan, waaronder missies naar het Russische ruimtestation Mir en het Internationaal ruimtestation ISS. In 2005 verliet hij NASA en ging hij als astronaut met pensioen. 